# Волшебный автомобиль Чих-Чих-Бум-Бум
«Волшебный автомобиль Чих-Чих-Бум-Бум» (англ. Chitty-Chitty-Bang-Bang: The Magical Car) — единственная детская книга, написанная английским писателем Яном Флемингом, сказочная повесть (роман) о волшебном гоночном автомобиле по имени «Чих-Чих-Бум-Бум». Книга стала одним из последних произведений писателя и была опубликована осенью 1964 года уже после его смерти. Впервые переведена и издана на русском языке лишь в 2021 году в издательстве «Clever» с оригинальными иллюстрациями Джона Бёрнингема.

## Сюжет
Главные герои книги — семья Поттсов, состоящая из четырёх человек: Карактакус Поттс, бывший морской офицер, а ныне изобретатель, его жена Мимзи Поттс и два их восьмилетних близнеца, Джереми и Джемайма. Они живут в южной Англии неподалёку от дороги на Дувр.
Однажды после получения гонорара за очередное изобретение (свистящие леденцы) семья решила осуществить давнюю мечту и купить автомобиль. Их выбор пал на старинную гоночную машину «Парагон Пантер» с турбонаддувом, которую ожидала переплавка. Карактакус отремонтировал машину, хотя признался, что не всё в её управлении было ему понятно и что машина как будто бы сама управляла своим ремонтом. В первой поездке Поттсы назвали её «Чих-Чих-Бум-Бум» по тем звукам, которые издавал двигатель, когда его заводили.
В одну августовскую субботу семья решила поехать к морю на пикник. Дорога оказалась забита пробкой из машин, но тут Чих-Чих-Бум-Бум взлетела и перенесла Поттсов прямо в море, на мели Гудвина, где они прекрасно отдохнули. Когда начался прилив, оказалось, что машина может плыть, и семья доплыла на ней до скалистого побережья Франции близ Кале. Там Поттсы обнаружили пещеру с огромным складом оружия и догадались, что это тайник известной банды грабителей Здоровяка Джо. Они взорвали склад взрывчаткой, которая там была, но по дороге в Кале встретили самих бандитов. Уйдя от погони при помощи Чих-Чих-Бум-Бум, Поттсы поселились в Кале в гостинице.
Ночью бандиты выкрали из гостиницы Джереми и Джемайму и привезли их в Париж: использовав детей для отвлечения внимания, они хотели ограбить известный кондитерский магазин «Лё Бон-Бон». Однако при помощи локатора, который оказался на Чих-Чих-Бум-Бум, родители смогли определить местонахождение детей и прибыть к магазину. Ограбление не удалось, поскольку дети успели предупредить владельца лавки, и полиция арестовала бандитов. На прощание месье Бон-Бон подарил Поттсам множество сладостей, и они уехали из Парижа, однако приключения не закончились, потому что Чих-Чих-Бум-Бум снова взмыла в воздух и полетела в неизвестном направлении.

## Издания
Книга была впервые опубликована в Великобритании в виде трёх томов в твёрдой обложке (издательство Jonathan Cape): первый вышел 22 октября 1964 года, второй 26 ноября того же года и третий 14 января 1965 года. В июле 1968 года книга вышла под одной обложкой (издательство Pan Books).
На русском языке в переводе Елены Фельдман («Волшебный автомобиль Чих-Чих-Бум-Бум») книга вышла в 2021 году.

## Отзывы
В отзывах на книгу встречаются сопоставления с наиболее известным циклом Флеминга, а именно романами о Джеймсе Бонде: «Папа Джеймса Бонда не только обеспечил своего героя вездеходным и снарядомётным автомобилем, но и создал его детский аналог». По словам Натальи Лебедевой, «в этой книге есть всё, что нужно, для хорошего детектива: коварный злой гений, погони, взрывы и невероятные приключения, от которых захватывает дух».

## Экранизации
В 1968 году Кен Хьюз снял цветной художественный фильм-мюзикл по мотивам романа, сценарий был написан им совместно с Роальдом Далем (фильм известен в русском дубляже как «Пиф-паф, ой-ой-ой!»).

## Продолжение
В 2011 году вышло продолжение романа, написанное британским прозаиком и сценаристом Фрэнком Коттреллом-Бойсом по просьбе семьи Флеминга и получившее название «Чих-Чих-Бум-Бум снова взлетает» (англ. Chitty Chitty Bang Bang Flies Again).